# Andy Williams (piłkarz)
Andrew Williams (ur. 23 września 1977 w Toronto) – piłkarz jamajski grający na pozycji pomocnika.

## Kariera klubowa
Williams urodził się w Toronto. W 1994 roku podjął naukę w University of Rhode Island i tam też występował w drużynie uniwersyteckiej. Do 1997 roku zdobył 52 gole i zaliczył 45 asyst. Po ukończeniu szkoły trafił na Jamajkę, do ojczyzny swoich rodziców i tam też występował najpierw w drużynie Real Mona, a następnie w stołecznym Harbour View. W 1998 roku zdobył z nim Puchar Jamajki.
Latem 1998 Williams został wybrany w drafcie do zespołu Major League Soccer, Columbus Crew. W Columbus grał przez dwa sezony, zdobył jednak tylko jednego gola, ale zaliczył 15 asyst. W 2000 roku opuścił zespół Crew i przeniósł się na Florydę by występować w Miami Fusion. W lidze zdobył 4 gole, ale w 2001 ponownie zmienił barwy klubowe. Został piłkarzem New England Revolution i był tam jednym z czołowych zawodników. W tym samym sezonie został uznany MVP w swojej drużynie. Z kolei w połowie 2002 roku wyjechał do nowojorskiego MetroStars, dla którego aż 13 asyst w sezonie i był pod tym względem najlepszym graczem w swojej drużynie.
Z kolei w 2003 roku Andy trafił do Chicago Fire i sięgnął wraz z partnerami z boiska po MLS Cup, czyli po mistrzostwo Stanów Zjednoczonych. W mistrzowskim sezonie Jamajczyk rozegrał 20 spotkań, w których zdobył 2 gole. Z kolei rok później czterokrotnie trafił do siatki rywali. W 2005 przeszedł do swojego obecnego klubu, Real Salt Lake. Zdobył wówczas 5 goli i uzyskał swój najlepszy dorobek bramkowy w karierze w jednym sezonie. W kolejnych sezonach był z kolei jednym z najlepszych asystentów w zespole Real.

## Kariera reprezentacyjna
W reprezentacji Jamajki Williams zadebiutował w 1996 roku. W 1998 roku został powołany przez selekcjonera René Simõesa do kadry na Mistrzostwa Świata we Francji. Tam zagrał w jednym spotkaniu, przegranym 1:3 z Chorwacją. Karierę reprezentacyjną zakończył w 2006 roku po nieudanych eliminacjach do Mistrzostw Świata w Niemczech. Ogółem w drużynie narodowej wystąpił 82 razy i zdobył 12 goli. Ma za sobą także występy w reprezentacjach U-17, U-19 i U-21.